# 國立大學
國立大學（英語：National University），是公立大學的一種，意同直屬國家的大學，由各國中央政府所設立，不受地方以及自治區政府的管轄。

## 亞洲

### 日本的國立大學
日本的國立大學常與公立大學合稱「國公立大學」，其中7所戰前舊帝國大學，代表了日本學術水準的前端。依據《國立學校設置法》，日本的國立學校由文部科學大臣管轄，國立學校的經費，則依法由國庫負擔。為了管理好國立學校的經費，日本議會於1964年通過了《國立學校專項會計法》，把全部國立學校經費從國家一般會計中分離出來，設獨立的專項會計，進一步明確了國家負擔國立學校經費的具體事項。

### 中華民國國立大學
目前實控之臺灣地區屬於高等教育體系的院校，計有國立一般大學32所、國立技職校院13所、國立專科學校2所、國立空中大學1所；總計48所國立大專校院（不含市立）。

### 韓國的国立大学
韩国的国立大学，是韩国政府以「教育兴国」为目的兴建的高等教育院校，其中包括十所国立旗舰大学。

### 中国大陸的国立大学
中国大陸的国立大学，一般被认为是中央部属高校。是中华人民共和国高等学校中公立学校的一种（另一种为地方直属高校）。由国务院组成部门、直属机构、直属事业单位等中央部门（或单位）在全中国大陆范围内直属管理。目前中央部属高校共有115所。

## 歐洲

### 愛爾蘭的國立大學
愛爾蘭國立大學，為愛爾蘭獨立收集了大量的愛爾蘭語和愛爾蘭文化的資料，所以與國家的文化或政治有著密切聯繫。

## 大洋洲

### 澳洲的國立大學

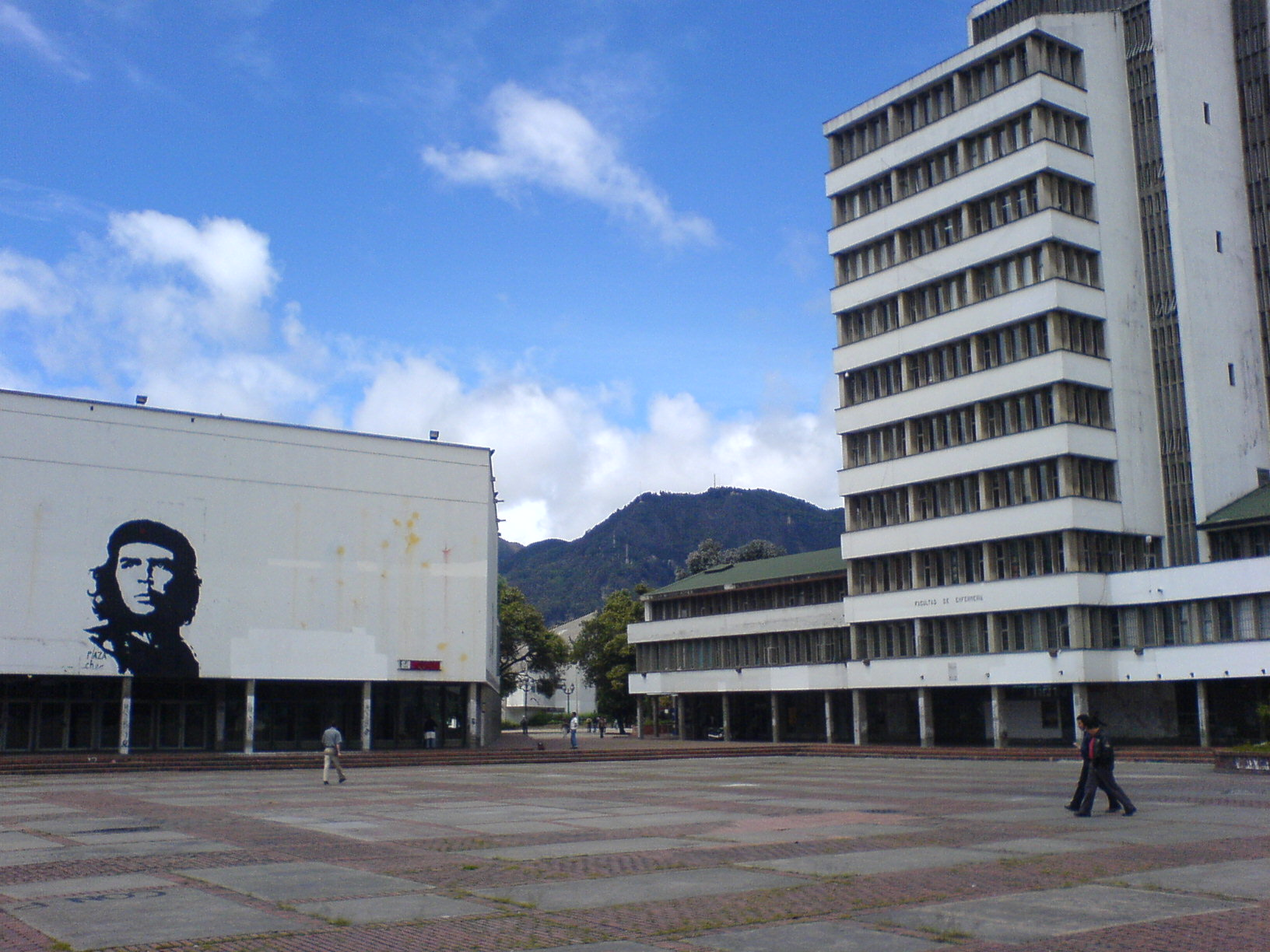
哥倫比亞國立大學廣場

澳洲僅有一所國立大學，即是由澳洲聯邦政府立法成立的澳洲國立大學（The Australian National University），其餘三十多所公立大學皆由各地州政府立法設立；少數一至兩所私立大學。然而，臺灣媒體經常分辨不清國立大學與公立大學的區隔，導致錯誤翻譯情況發生，例如誤將公立的雪梨大學（University of Sydney），錯翻為「國立」雪梨大學。

### 斐濟的國立大學
斐濟國立大學為該國唯一的國立大學，於2010年成立。